# Oldřich Machač
Oldřich Machač (18. dubna 1946 Prostějov – 10. srpna 2011 Mostkovice) byl český hokejový obránce, který většinu své hráčské kariéry odehrál za Zetor Brno a reprezentoval Československo na mnoha mezinárodních turnajích. Získal zlatou medaili na třech mistrovstvích světa a je trojnásobným medailistou z olympijských her. Je členem Síně slávy českého hokeje a Síně slávy IIHF.
Podnikal v potravinářském průmyslu. Zemřel roku 2011 a byl pohřben na Městském hřbitově v Prostějově.

## Individuální úspěchy
- 1972 – byl zvolen do All-Star týmu MS
- 1999 – Síň slávy IIHF.
- 2008 – byl uveden do Síně slávy českého hokeje

## Týmové úspěchy
Na mistrovstvích světa získal mezi lety 1969 a 1978 celkem deset medailí (z toho tři zlaté). Československo reprezentoval také na zimních olympiádách, v letech 1968 a 1976 dopomohl národnímu týmu k zisku stříbrných medailí a v roce 1972 pomohl vybojovat bronz.

## Klubové statistiky
| Sezona             | Klub                   | Soutěž             | Základní část | Základní část | Základní část | Základní část | Základní část | Play off | Play off | Play off | Play off | Play off |
| Sezona             | Klub                   | Soutěž             | Z             | G             | A             | B             | TM            | Z        | G        | A        | B        | TM       |
| ------------------ | ---------------------- | ------------------ | ------------- | ------------- | ------------- | ------------- | ------------- | -------- | -------- | -------- | -------- | -------- |
| 1963-64            | TJ Železárny Prostějov | ČSSR 2             | —             | —             | —             | —             | —             | —        | —        | —        | —        | —        |
| 1964-65            | TJ Železárny Prostějov | ČSSR 2             | —             | 1             | —             | 1             | —             | —        | —        | —        | —        | —        |
| 1965-66            | HC Košice              | ČSSR               | 35            | 5             | —             | 5             | —             | —        | —        | —        | —        | —        |
| 1966-67            | HC Košice              | ČSSR               | 36            | 4             | —             | 4             | —             | —        | —        | —        | —        | —        |
| 1967-68            | ZKL Brno               | ČSSR               | 36            | 15            | 6             | 21            | —             | —        | —        | —        | —        | —        |
| 1968-69            | ZKL Brno               | ČSSR               | 36            | 11            | 6             | 17            | —             | —        | —        | —        | —        | —        |
| 1969-70            | ZKL Brno               | ČSSR               | 33            | 7             | 9             | 16            | —             | —        | —        | —        | —        | —        |
| 1970-71            | ZKL Brno               | ČSSR               | 45            | 16            | 7             | 23            | —             | —        | —        | —        | —        | —        |
| 1971-72            | ZKL Brno               | ČSSR               | 35            | 5             | 12            | 17            | 58            | —        | —        | —        | —        | —        |
| 1972-73            | ZKL Brno               | ČSSR               | 36            | 1             | 11            | 12            | 28            | —        | —        | —        | —        | —        |
| 1973-74            | ZKL Brno               | ČSSR               | 43            | 12            | 10            | 22            | —             | —        | —        | —        | —        | —        |
| 1974-75            | ZKL Brno               | ČSSR               | 41            | 12            | 13            | 25            | 44            | —        | —        | —        | —        | —        |
| 1975-76            | Zetor Brno             | ČSSR               | 32            | 7             | 14            | 21            | —             | —        | —        | —        | —        | —        |
| 1976–77            | Zetor Brno             | ČSSR               | 37            | 7             | 15            | 22            | —             | —        | —        | —        | —        | —        |
| 1977-78            | Zetor Brno             | ČSSR               | 44            | 6             | 14            | 20            | 30            | —        | —        | —        | —        | —        |
| 1978-79            | SB Rosenheim           | Bundesliga         | 52            | 17            | 39            | 56            | 58            | —        | —        | —        | —        | —        |
| 1979-80            | SB Rosenheim           | Bundesliga         | 39            | 12            | 25            | 37            | 26            | —        | —        | —        | —        | —        |
| 1980-81            | SB Rosenheim           | Bundesliga         | 43            | 8             | 20            | 28            | 53            | 6        | 1        | 2        | 3        | 0        |
| 1981-82            | SB Rosenheim           | Bundesliga         | 44            | 8             | 15            | 23            | 29            | —        | —        | —        | —        | —        |
| ČSSR celkově       | ČSSR celkově           | ČSSR celkově       | 418           | 99            | 117           | 216           | 160           | —        | —        | —        | —        | —        |
| ČSSR 2 celkově     | ČSSR 2 celkově         | ČSSR 2 celkově     | —             | 1             | —             | 1             | —             | —        | —        | —        | —        | —        |
| Bundesliga celkově | Bundesliga celkově     | Bundesliga celkově | 178           | 45            | 99            | 144           | 166           | 6        | 1        | 2        | 3        | 0        |

## Reprezentační statistiky
| 1967                   | Československo | MS/ME     | 6  | 1 | 0 | 1 | —  |
| 1968                   | Československo | ZOH/MS/ME | 7  | 0 | — | — | —  |
| 1969                   | Československo | MS/ME     | 10 | 4 | 2 | 6 | —  |
| 1970                   | Československo | MS/ME     | 10 | 2 | 4 | 6 | —  |
| 1971                   | Československo | MS/ME     | 10 | 0 | 0 | 0 | 4  |
| 1972                   | Československo | ZOH       | 6  | 0 | — | — | —  |
| 1972                   | Československo | MS/ME     | 10 | 2 | 4 | 6 | 4  |
| 1972                   | Československo | SS        | 1  | 0 | — | — | —  |
| 1973                   | Československo | MS/ME     | 10 | 3 | 6 | 9 | 11 |
| 1974                   | Československo | MS/ME     | 10 | 2 | 2 | 4 | 18 |
| 1975                   | Československo | MS/ME     | 10 | 1 | 4 | 5 | —  |
| 1976                   | Československo | ZOH       | 6  | 0 | 4 | 4 | —  |
| 1976                   | Československo | MS/ME     | 10 | 0 | 2 | 2 | 4  |
| 1976                   | Československo | KP        | 5  | 0 | 2 | 2 | 4  |
| 1977                   | Československo | MS/ME     | 10 | 1 | 3 | 4 | 2  |
| 1978                   | Československo | MS/ME     | 9  | 1 | 0 | 1 | —  |
| Seniorská reprezentace |                |           |    |   |   |   |    |